# Jimmy Skinner
Pour les articles homonymes, voir Skinner.
James Donald Skinner, dit Jimmy Skinner, (né le 12 janvier 1917 à Selkirk au Canada et mort le 11 juillet 2007 à Windsor) était l'entraîneur-chef des Red Wings de Détroit puis le directeur général.

## Biographie
Skinner a gagné la Coupe Stanley en 1955 comme entraîneur, mais une terrible maladie l'a forcé à prendre sa retraite. En 1980, il est devenu le Manager général jusqu'en 1983. Skinner présente une fiche statistiques de 123 victoires, 78 défaites et 46 matchs nuls. Il a été dans l'organisation des Wings pendant près de 40 ans. Il fut aussi l'entraîneur de trois Matchs des étoiles de la LNH.
Il meurt le 11 juillet 2007 à l'âge de 90 ans.